# Toronto Pearson nemzetközi repülőtér
A Toronto Pearson nemzetközi repülőtér (IATA: YYZ, ICAO: CYYZ) Kanada egyik nemzetközi repülőtere, amely Toronto közelében található. Éves utasforgalma 35 600 000 fő (2022). Kanada legfontosabb és legforgalmasabb repülőtere.

## Futópályák
A repülőtér futópályái:
- 05/23 (3389 m, 60 m, aszfaltbeton)
- 06L/24R (2956 m, 60 m, aszfalt)
- 06R/24L (2770 m, 60 m, aszfalt)
- 15L/33R (3368 m, 60 m, aszfalt)
- 15R/33L (2770 m, 60 m, aszfalt)

## Forgalom
Az utasforgalom az elmúlt években az alábbi módon változott:
| Utasok száma | 27 779 675 | 25 930 363 | 28 615 709 | 31 452 848 | 31 934 395 | 34 912 029 | 41 036 847 | 49 507 418 | 12 996 101 | 44 800 000 |
|              | 1999       | 2002       | 2004       | 2007       | 2010       | 2012       | 2015       | 2018       | 2020       | 2023       |